# 김주빈 (현대 무용가)
김주빈(1987년 3월 10일 ~)은 선화예술고등학교에서 근무중인 대한민국의 한국무용가이다. 성균관대학교 대학원 무용학과 박사과정 재학중이다.

## 학력
- 2004년 ~ 2006년 계원예술고등학교 한국무용과 (졸업)
- 2006년 ~ 2010년 성균관대학교 무용학과 (졸업)
- 2010년 ~ 2014년 성균관대학교 대학원 무용학과 (졸업)
- 2016년 성균관대학교 대학원 무용학과 (재학)

## 수상
- 2022 제36회 한국무용제전 대극장부문 우수작품상 (그럼에도 불구하고)
- 2019 공연과 리뷰 2018 PAF 춤연기상
- 2017 2016 두리무용예술상 한국을 빛낸 안무가상
- 2016 스페인 빌바오 ACT Festival ACT BAD Prize 2016
- 2015 신진국악 실험무대 청춘대로 덩더쿵 최우수작품상
- 2014 제44회 동아무용콩쿠르 일반부 한국창작 남자 금상
- 2013 제50회 전국신인무용경연대회 한국무용창작 남자 은상
- 2012 제42회 동아무용콩쿠르 일반부 한국창작 남자 은상
- 2012 제9회 서울국제무용콩쿠르 민족무용 전통 및 창작부문 남자 3위